# 文采木
文采木（学名：Wangia saccopetaloides）也称亮花假鹰爪、囊瓣亮花木，为番荔枝科文采木属的植物，为中国的特有植物。分布在中国大陆的云南等地，生长于海拔1,800米至2,300米的地区，多生长在山地林中，目前尚未由人工引种栽培。